# Dr. Brain
Dr. Brain (koreanischer Originaltitel: Dr. 브레인, RR Dr. Beurein) ist eine südkoreanische Science-Fiction-Thriller-Serie, die auf dem gleichnamigen Webtoon von Hongjacga basiert. Die Premiere der Serie fand in Südkorea am 4. November 2021 auf Apple TV+ statt. Im deutschsprachigen Raum erfolgte die Erstveröffentlichung der Serie durch Apple TV+ am selben Tag.

## Handlung
Der brillante Neurowissenschaftler Koh Se-won erleidet einen harten Schicksalsschlag, als seine gesamte Familie nach einem geheimnisvollen Unglück umkommt. Angetrieben von seiner Verzweiflung, beginnt der Wissenschaftler damit, dem Rätsel nachzugehen. Um seinem Ziel näher zu kommen, greift Se-won auf unkonventionelle Methoden zurück. Se-won versucht das Geheimnis zu lüften, indem er sein eigenes Gehirn an die der Toten anschließt und sein Gehirn mit deren synchronisiert, um so letzten Endes Zugriff auf die Erinnerungen der Toten zu erlangen, um in diesen nach Hinweisen zu suchen.

## Besetzung und Synchronisation
Die deutschsprachige Synchronisation entstand nach den Dialogbüchern von Matthias Lange und Christian Langhagen sowie unter der Dialogregie von Matthias Lange durch die Synchronfirma FFS Film- & Fernseh-Synchron in München.
| Rolle                    | Schauspieler   | Synchronsprecher    |
| ------------------------ | -------------- | ------------------- |
| Koh Se-won               | Lee Sun-kyun   | Manou Lubowski      |
| Koh Do-yoon              | Jung Si-on     | Valentin Winkler    |
| Lee Kang-mu              | Park Hee-soon  | Ole Pfennig         |
| Lieutenant Choi Soo-seok | Seo Ji-hye     | Natascha Geisler    |
| Jung Jae-yi              | Lee Yoo-young  | Anke Kortemeier     |
| Hong Nam-il              | Lee Jae-won    | Felix Auer          |
| Lim Jun-ki               | Kim Joo-hun    | René Oltmanns       |
| Lim Hee-jin              | Han Cho-yi     | Zoe Durakovic       |
| Dr. Myung Tae-suk        | Moon Sung-keun | Walter von Hauff    |
| Dr. Hyun Soo-jung        | Lee El         | Solveig Duda        |
| Yoo-jin                  | Ahn Mi-na      | Angela Wiederhut    |
| Tae-gu                   | Eom Tae-goo    | Karim El Kammouchi  |
| Mi-na                    | Park Ji-ye     | Paulina Rümmelein   |
| Sekretär Yoon            | Yoo Teo        | Leonard Hohm        |
| Polizist Park            | Jo Bok-rae     | Nils Dienemann      |
| Klinikmanagerin          | Cha Ji-won     | Marie-Jeanne Widera |

## Episodenliste
| Nr. | Deutscher Titel | Originaltitel | Erstveröffentlichung (Südkorea) | Deutschsprachige Erstveröffentlichung (D/A/CH) | Regie        | Drehbuch                               |
| --- | --------------- | ------------- | ------------------------------- | ---------------------------------------------- | ------------ | -------------------------------------- |
| 1   | Kapitel 1       | 1회           | 4. Nov. 2021                    | 4. Nov. 2021                                   | Kim Jee-woon | Kim Jee-woon, Kim Jin-a & Ko Yeong-jae |
| 2   | Kapitel 2       | 2회           | 12. Nov. 2021                   | 12. Nov. 2021                                  | Kim Jee-woon | Kim Jee-woon, Kim Jin-a & Ko Yeong-jae |
| 3   | Kapitel 3       | 3회           | 19. Nov. 2021                   | 19. Nov. 2021                                  | Kim Jee-woon | Kim Jee-woon, Kim Jin-a & Ko Yeong-jae |
| 4   | Kapitel 4       | 4회           | 25. Nov. 2021                   | 25. Nov. 2021                                  | Kim Jee-woon | Kim Jee-woon, Kim Jin-a & Ko Yeong-jae |
| 5   | Kapitel 5       | 5회           | 3. Dez. 2021                    | 3. Dez. 2021                                   | Kim Jee-woon | Kim Jee-woon, Kim Jin-a & Ko Yeong-jae |
| 6   | Kapitel 6       | 6회           | 10. Dez. 2021                   | 10. Dez. 2021                                  | Kim Jee-woon | Kim Jee-woon, Kim Jin-a & Ko Yeong-jae |